# Argia croceipennis
Argia croceipennis là một loài chuồn chuồn kim trong họ Coenagrionidae.
Loài này được xếp vào nhóm Loài ít quan tâm trong sách Đỏ của IUCN năm 2007.
Argia croceipennis is in 1865 voor het eerst wetenschappelijk beschreven door Selys.